# Apremont (Wandea)
Apremont – miejscowość i gmina we Francji, w regionie Kraj Loary, w departamencie Wandea.
Według danych na rok 1990 gminę zamieszkiwały 1152 osoby, a gęstość zaludnienia wynosiła 39 osób/km² (wśród 1504 gmin Kraju Loary Apremont plasuje się na 518. miejscu pod względem liczby ludności, natomiast pod względem powierzchni na miejscu 298.).